# Campeonato Uruguaio de Futebol de 1978
O Campeonato Uruguaio de Futebol de 1978 foi a 47ª edição da era profissional do Campeonato Uruguaio. O torneio consistiu em uma competição com dois turnos, no sistema de todos contra todos. O campeão foi o Peñarol, que conquistou o certame de forma invicta.

## Classificação[2]
| Pos | Equipe               | Pts | J  | V  | E  | D  | GP | GC | SG  |
| --- | -------------------- | --- | -- | -- | -- | -- | -- | -- | --- |
| 1º  | Peñarol              | 39  | 22 | 17 | 5  | 0  | 70 | 22 | 48  |
| 2º  | Nacional             | 36  | 22 | 16 | 4  | 2  | 50 | 20 | 30  |
| 3º  | Fénix                | 24  | 22 | 9  | 6  | 7  | 34 | 31 | 3   |
| 4º  | Defensor             | 21  | 22 | 7  | 7  | 8  | 28 | 34 | -6  |
| 5º  | Montevideo Wanderers | 20  | 22 | 8  | 4  | 10 | 29 | 25 | 4   |
| 6º  | Danubio              | 20  | 22 | 6  | 8  | 8  | 29 | 38 | -9  |
| 7º  | Sud América          | 19  | 22 | 6  | 7  | 9  | 24 | 29 | -5  |
| 8º  | Cerro                | 19  | 22 | 6  | 7  | 9  | 24 | 35 | -11 |
| 9º  | Rentistas            | 18  | 22 | 6  | 6  | 10 | 27 | 33 | -6  |
| 10º | Huracán Buceo        | 18  | 22 | 5  | 8  | 9  | 24 | 40 | -16 |
| 11º | Bella Vista          | 17  | 22 | 3  | 11 | 8  | 23 | 34 | -11 |
| 12º | Liverpool            | 13  | 22 | 3  | 7  | 12 | 20 | 41 | -21 |

|  | Campeão uruguaio e classificado à Liguilla Pré-Libertadores. |
|  | Classificados à Liguilla Pré-Libertadores.                   |

Promovido para a próxima temporada: River Plate.

## Liguilla Pré-Libertadores da América
A Liguilla Pré-Libertadores da América de 1978 foi a 5ª edição da história da Liguilla Pré-Libertadores, competição disputada entre as temporadas de 1974 e 2008–09, a fim de definir quais seriam os clubes representantes do futebol uruguaio nas competições da CONMEBOL. O torneio de 1978 consistiu em uma competição com um turno, no sistema de todos contra todos. O vencedor foi o Peñarol, que obteve seu 4º título da Liguilla.

### Classificação da Liguilla
| Pos | Equipe               | Pts | J | V | E | D | GP | GC | SG |
| --- | -------------------- | --- | - | - | - | - | -- | -- | -- |
| 1º  | Peñarol              | 10  | 5 | 5 | 0 | 0 | 13 | 3  | 10 |
| 2º  | Nacional             | 8   | 5 | 4 | 0 | 1 | 13 | 5  | 8  |
| 3º  | Montevideo Wanderers | 4   | 5 | 1 | 2 | 2 | 4  | 7  | -3 |
| 4º  | Defensor             | 3   | 5 | 1 | 1 | 3 | 4  | 8  | -4 |
| 5º  | Fénix                | 3   | 5 | 1 | 1 | 3 | 5  | 12 | -7 |
| 6º  | Huracán Buceo        | 2   | 5 | 0 | 2 | 3 | 2  | 6  | -4 |

|  | Campeão da Liguilla e classificado à Libertadores de 1979. |
|  | Classificado à Libertadores de 1979.                       |

## Premiação
| Campeonato Uruguaio de 1978  |
| ---------------------------- |
| Peñarol Campeão (35º título) |